# Brandon Peterson
Brandon Jerome Peterson (ur. 16 grudnia 1990 w Birmingham) – amerykański koszykarz, występujący na pozycji silnego skrzydłowego, aktualnie zawodnik JDA Dijon Bourgogne.
9 września 2016 został zawodnikiem Startu Lublin. 25 stycznia 2017 podpisał umowę z francuskim JDA Dijon Bourgogne.

## Osiągnięcia
Stan na 9 września 2016, na podstawie, o ile nie zaznaczono inaczej.
NCAA
- Mistrz Dywizji Zachodniej Konferencji Sun Belt  (2011, 2013)
- Zaliczony do:
  - I składu turnieju Sun Belt (2013)
  - II składu Sun Belt (2013)